# Csíksomlyói ferences nyomda
Az Assisi Szent Ferenc szerzetesrendnek kiemelkedő szerepe volt Erdély kulturális arculatának kialakításában. A ferences szerzetesek a 13. században, először a fejlődő szász városokban jelentek meg, majd a Székelyföldön is folytatták lélekmunkáló tevékenységüket. Csíksomlyón, a 15. század első felében telepedtek le véglegesen. Az erre vonatkozó hiteles dokumentum, a IX. Bonifác pápa által kiadott, 1400. október 29-én keltezett alapító levél, amely négy ferences rend létrehozását engedélyezte. A ferences atyák a székelyföldi és moldvai missziós tevékenységükkel, a pünkösdi búcsúval, az értékes könyvgyűjteményükkel, az iskolai oktatással, valamint a nyomdászattal Csíksomlyót híres keresztény művelődési központtá tették.

## Alapítása
Az 1675-ben alapított csíksomlyói nyomda és könyvkötő műhely művelődéstörténeti szerepe felbecsülhetetlen. A 17. század utolsó felében és a 18. század elején, 1726-ig, a kolozsvári jezsuita nyomda létesítéséig, Csíksomlyón működött az egyetlen erdélyi katolikus műhely. Alapítása és tevékenysége szoros kapcsolatban állt az erdélyi katolicizmus és ellenreformáció megerősödésével és terjedésével.

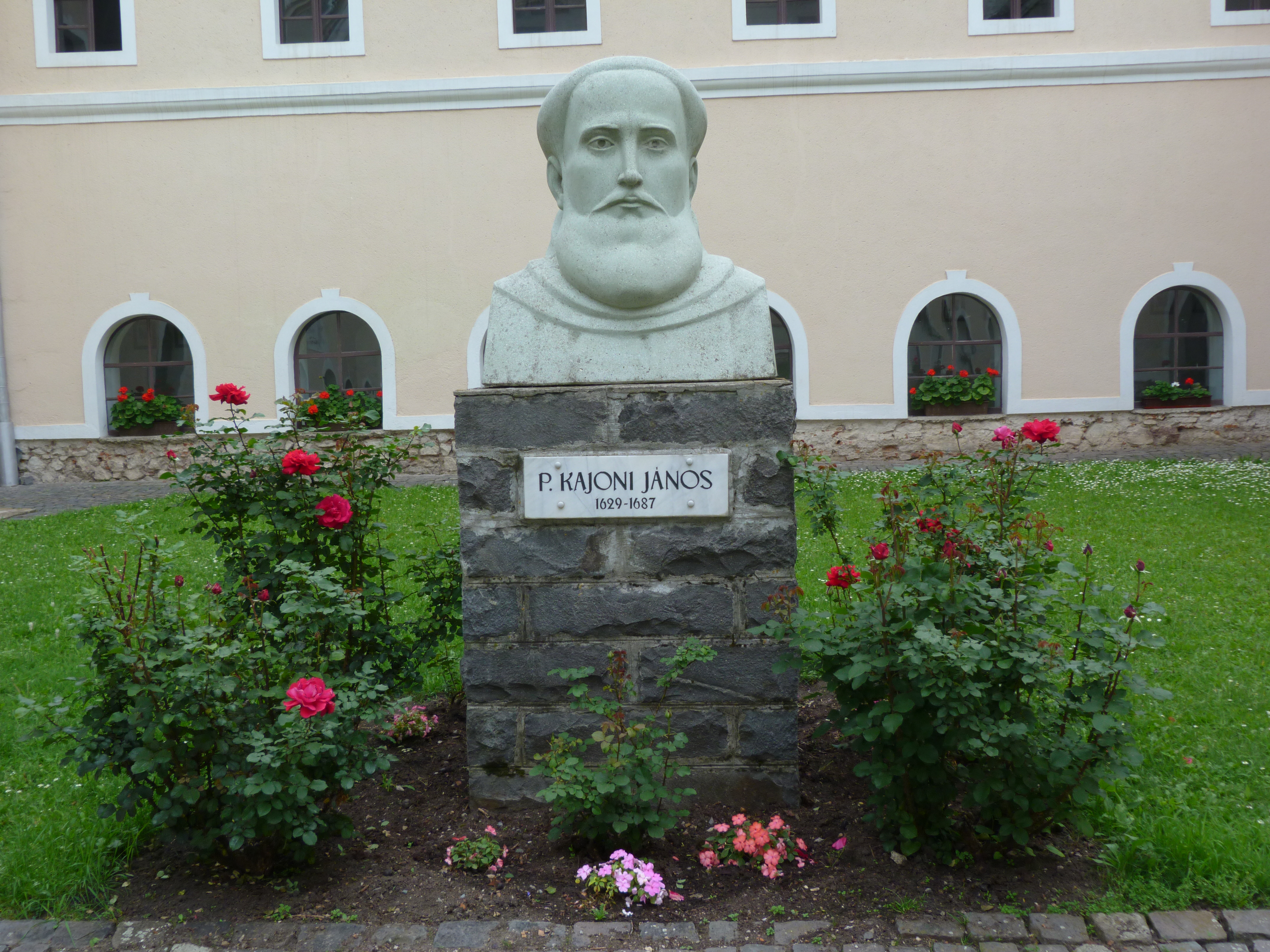
Kájoni János szobra a csíksomlyói ferences kolostorban

A nyomda alapítója a szorgalmas és egyetemes műveltségű Kájoni János ferences szerzetes volt. Ő szerezte meg Rómából a nyomda működéséhez szükséges engedélyt. A Hitterjesztő Szent Kongregáció 1676. június 22-i római levele szerint, a csíksomlyói ferencesek kinyomtathatták Cicero családi leveleit, valamint Aelius Donatus és Emmanuel Alvarus latin nyelvtanát.
Kájonit, a kézisajtó és a nyomdai felszerelések beszerzésében, valamint a könyvek kiadásában, a ferences szerzeteseken kívül, több erdélyi nemes is támogatta.
A nyomda első ismert és irodalomtörténeti szempontból legjelentősebb kiadványa, a Kájoni János által szerkesztett Cantionale Catholicum latin-magyar nyelvű énekeskönyv, amely 1676-ban jelent meg. A székelyföldi és moldvai katolikusok által használt népszerű énekgyűjteményt 1719-ben, 1805-ben és 1806-ban újra kinyomtatták.

## Célkitűzése
A nyomda felállításának célját Kájoni János így fogalmazta meg: “az apostoli misszió és az ország katolikusainak szükségére.” Mivel a legnagyobb hiány az énekes-, ima-, és iskolai tankönyvekben volt, Kájoni nyomdája rövid idő alatt a nép- és iskolai nevelés fontos eszközévé vált.

## Elnevezése
A nyomda kiadványain szereplő elnevezések nagyon változatosak. Ezek a változatok meghatározzák az időpontot, amikor a mű készült. Egyes ismertetőkben a “Csíki nyomda”, “Kájoni nyomda” szerepel, ugyanakkor könyvsajtónak is nevezték.

## Épülete

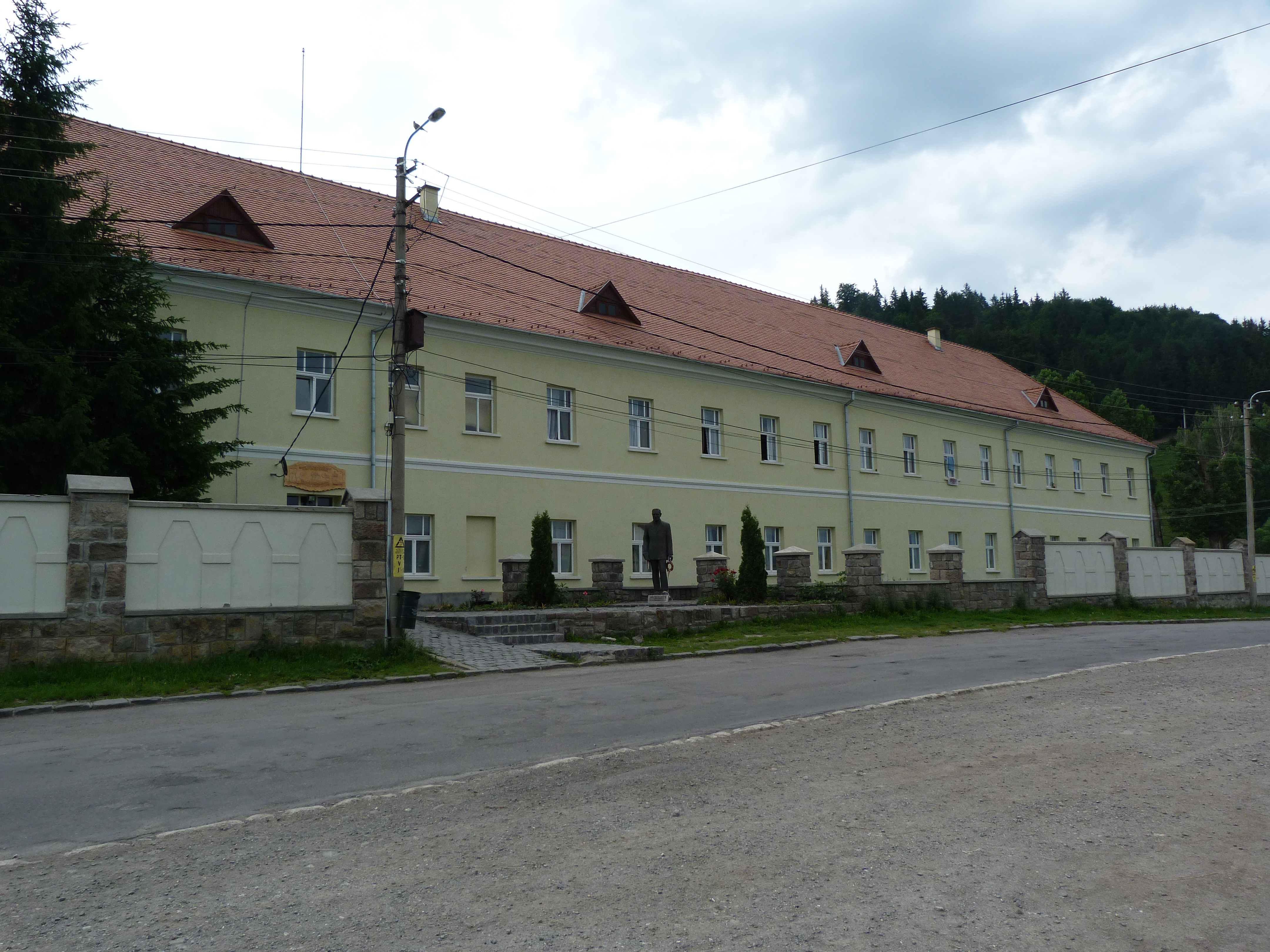
Ferences Kolostor – Csíksomlyó

A nyomda épülete működésének ideje alatt mindvégig a kolostor falai között volt. A kézisajtót kezdetben a kolostor egyik nagyobb helyiségében szerelték fel. Mivel a nyomdai munkálatok kibővülése egy nagyobb helyiség létrehozását tette szükségessé, így 1778-ban elkészült az új épület, amelyet a kolostor nyugati szárnyához csatoltak. Ezt az épületszárnyat 1924-ben a nyomda megszűnése után bontották le.

## Működése
A ferencesek nyomdája létesítésétől fogva nagy hatással volt a katolikus székelység művelődési-szellemi életére, mivel nagyobbrészt vallásos jellegű műveket adtak ki: énekes- és imádságoskönyveket, liturgikuskönyveket, rendszabályokat, ferences szerzők műveit, búcsús és társulati kiadványokat, kalendáriumokat, sematizmusokat, ugyanakkor nyomtattak jogi, orvosi, történelmi és szépirodalmi műveket is.
A nyomda tevékenysége alapításától kezdve, szorosan összefügg az ellenreformáció és a magyar katolicizmus programjaként, a vidék katolikus iskolahálózatának kialakulásával és fejlődésével is.
A XVIII-XIX. században, a szerzetesek kézisajtóján latin és magyar nyelvű tankönyveket nyomtattak ki: ábécéskönyvet, helyesírási szabályokat, számvetéstáblát, latin nyelvtant, katekizmust és módszertani könyveket.
Az 1848-as forradalom idején, a felkelők által elfoglalt műhelyben nyomtattak számos forradalmi kiáltványt és a magyar szabadságharc egyik lapját, a Hadi Lapot. A Bíró Sándor százados által szerkesztett forradalmi néplap értékes történeti forrás, amely a forradalom, a szabadságharc ügyét szolgálta. Ez volt az első székelyföldi hírlap, melynek célkitűzései között szerepelt a lakosság és a katonaság tájékoztatása, valamint a külpolitikai események ismertetése.
A ferences szerzetesek a műhelyt a kor színvonalának megfelelően szerelték fel. Kisebb kihagyással mindvégig üzemeltették, egészen a 19. század végéig, valószínűleg 1900-ig. A bevételi-kiadási naplókat 1884-ig vezették. A XVII. századból 14, a XVIII. századból 80 nyomtatvány megjelenését jegyezték fel. A XVIII. században kétszer is bővítették a nyomda készletét.
Az átépített nyomda hetven éven át zavartalanul működött. Az 1848–49-es forradalom és szabadságharc idején először a szabadságharcosok vették át, utána a császáriak foglalták le a kincstár részére. Később visszakerült a ferences rend tulajdonába, de szigorú cenzúra alá helyezték, ami a teljes elsorvadását eredményezte. Azután már csak kisebb füzeteket és directoriumokat nyomtattak. A tipográfia 1901-ben végleg leállt.
A kézisajtót 1910-ben a kolozsvári zárdába szállították. 1951-ben a kolozsvári Erdélyi Történelmi Múzeum vette át a könyvsajtót.

## Nyomdászok
Az első nyomdász Kassai András volt, aki 24 évesen került a Kájoni nyomdába, ahol ferences pappá szentelték. 1687-től, miután Kájoni János gyergyószárhegyi házfőnök lett, Kassai önállóan vezette a nyomdát, ugyanakkor nyomdászokat is nevelt a szerzetes testvérek közül. Első tanítványa a háromszéki származású Fr. Balogh Leó, aki fiatalon lépett be a rendbe és kiváló nyomdász lett belőle. A csíksomlyói ferences nyomdában összesen 24 nyomdász tevékenykedett.

## Könyvkötészet
A csíksomlyói könyvkötő műhely a XVII. század első felében kezdte meg működését. A legrégebbi ismert könyvkötés 1644-1650-ben készült Marcus Bandinus érsek számára. A műhely 1676-tól a XIX. század végéig a nyomdával párhuzamosan tevékenykedett. A XVII. században főleg késő reneszánsz, vaknyomásos díszítésű bőrkötések készültek. A XVII-XVIII. században sok csíksomlyói kötés átmenetet mutat a reneszánsz és barokk díszítés között. A XVIII. század közepén a ferencesek rokokó mintás bélyegzőket használtak. A műhely a XVII-XVIII. században érte el virágkorát, ezután hanyatlási korszak következett, mivel egyszerűbb és olcsóbb bőr- vagy félbőr-, illetve papírkötéseket készítettek. A csíksomlyói könyvkötő műhelyben kötötték be a nyomdában kiadott könyveket, a híres könyvtár egyes köteteit, ugyanakkor külső megrendelésre is dolgoztak.

## Forrásanyag a nyomda kiadványairól
- Inventárium Tipographiae Csík-Somlyoviensis, 1825
- Glósz Miksa: A Csík-Somlyói Szent-Ferencz-Rendi szerzetesek nyomdájában az 1662-1884-dik évig megjelent könyvek és egyéb nyomtatványok teljes czímtára. Csíksomlyó, 1884
- P. Papp Leonard gyűjtése. 1989
- Muckenhaupt Erzsébet: A csíksomlyói ferences könyvtár kincsei. Könyvleletek 1980-1985. Budapest-Kolozsvár, 1999
- P. Papp Leonard: Erdélyi ferences nyomdák és kiadványok. Csíkszereda, 2009

## Kiadványai
- Cantionale Catholicum. Énekeskönyv. Csíksomlyó, 1676, 1719, 1805, 1806
- Aranyos Ház. Kájoni János imakönyve. Csíksomlyó, 1676, 1680
- Lelki kard. Katolikus imádságok. Csíksomlyó, 1680 k.
- Ágoston Péter: Szivek kincse. Csíksomlyó, 1685
- Uj és O kalendáriom. Csíksomlyó, 1685
- Cicero, Marcus Tullius: Epistolarum libri quatuor... Csíksomlyó, 1702
- Panis Vitae, et Intellectus Az-az Eletnek, és Ertelemnek Kenyere... Csíksomlyó, 1721
- Alvarus, Emmanuel: Institutionum grammaticarum liber tertius. Csíksomlyó, 1727
- Bonaventura, Sanctus: Speculum Disciplinae ad Novitios... Csíksomlyó, 1732
- Györffy Pál: Ortus, progressus, vicissitudines... Csíksomlyó, 1737
- Pázmány Péter: Imádságos könyv. Csíksomlyó, 1747
- Opuscullum Oertographicum. Csíksomlyó, 1751
- Ágoston, Szent: Poenitentia. Szent Ágoston hipponai püspök elmélkedései... Csíksomlyó, 1766
- Losteiner, Leonardus: Idea expressa universae philosophiae... Csíksomlyó, 1776
- A keresztény katholikusok egyházi énekeskönyve. Csíksomlyó, 1805
- Pásztori Ferenc László: Regulae criticae in linguam Latinam... Csíksomlyó, 1815
- Keresztelő Sz. Jánosnak tiszteletére intézett énekek. Csíksomlyó, 1818
- Libellus Alphabeticus. Csíksomlyó, 1822
- Magyar A, B, C es Könyvetske... Csíksomlyó, 1840
- Virágvasárnapra. Csíksomlyó, 1867
- A Boldogságos Szüz Máriához öt Ájtatos Ének. Csíksomlyó, 1874
- Földes József: Az irva-olvasás gyakorlati tanítása... Csíksomlyó, 1882
- Assziszi Sz. Ferencz III. rendjének törvényei. Csíksomlyó, 1884
- Imets Fülöp Jákó: Áhitatossági Kalauz. Csíksomlyó, 1886
- Egyházi Énekek a Tanuló ifjuság számára . Szerk. Imets Fülöp Jákó. Csíksomlyó, 1887
- Báthori András, Cardinál, és Erdélyi Fejedelem Emlékezetére. Csíksomlyó, 19. sz.

## Emlékkiállítások
- Fennállásának 250. évfordulóján, 1926-ban, a kolozsvári kolostorban egy kiállítás keretében emlékeztek meg a csíksomlyói nyomda dicső múltjáról.
- A ferences nyomda alapításának 325. évfordulóján, a Csíki Székely Múzeum és a Csíksomlyói Ferences Kolostor közös szervezésében, kiállítással tisztelegtek a nagy múltú nyomda és megálmodója, Kájoni János emléke előtt.

## Külső hivatkozások
- Csíki Székely Múzeum honlapja
- Csíksomlyó honlapja